# Schneizlreuth
Schneizlreuth è un comune tedesco di 1 394 abitanti situato nel land della Baviera.